# Agnieszka Ludwików
Agnieszka Ludwików – polska biolog, dr hab. nauk biologicznych, adiunkt i profesor nadzwyczajny Instytutu Biologii Molekularnej i Biotechnologii Wydziału Biologii Uniwersytetu im. Adama Mickiewicza w Poznaniu.

## Życiorys
23 czerwca 2006 obroniła pracę doktorską Charakterystyka profilu transkrypcyjnego genomu Arabidopsis thaliana linii Columbia i mutanta abi1 w odpowiedzi na stres ozonowy i suszę, 22 kwietnia 2016 habilitowała się na podstawie oceny dorobku naukowego i pracy zatytułowanej Kierowanie białek do degradacji – identyfikacja i charakterystyka nowego mechanizmu transdukcji sygnału zależnego od fosfatazy białkowej 2C ABI1 u Arabidopsis thaliana.
Objęła funkcję adiunkta i profesora nadzwyczajnego w Instytucie Biologii Molekularnej i Biotechnologii na Wydziale Biologii Uniwersytetu im. Adama Mickiewicza w Poznaniu.

## Publikacje
- 2006: The ABI 1 Phosphatase 2C Negatively Modulates ABA and Sugar Responses and is Crucial for ABA and Ethylene Biosynthesis upon Abiotic Stress Conditions[1]
- 2008: Gene networks in plant ozone stress response and tolerance[1]
- 2008: Gene networks in plant stress response and tolerance[1]
- 2013: Expression profiles and genomic organisation of group A protein phosphatase 2C genes in Brassica oleracea[1]